# Ryan Fredericks
Pour les articles homonymes, voir Fredericks (homonymie).
Ryan Fredericks, né le 10 octobre 1992 à Hammersmith, est un footballeur anglais qui évolue au poste de défenseur.

## Biographie
Le 25 août 2011, Fredericks fait ses débuts professionnels pour Tottenham Hotspur lors d'un match de Ligue Europa contre les Hearts. Dans ce même match, Harry Kane et Tom Carroll font également leurs débuts pour les Spurs.
Le 6 août 2015, il rejoint Bristol City, mais après seulement 25 jours, soit le 31 août, il rejoint Fulham.

## Palmarès

### Distinction personnelle
- Membre de l'équipe-type du Championnat d'Angleterre de deuxième division en 2018[1].